# Maxonawa
Maxonawa (Maxonahua), jedna od podgrupa Jaminahua Indijanaca, porodica panoan, koja živi u šumana uz gornji tok rijeke Yurúa u peruanskom departmanu Ucayali i na gornjem toku rijeke Acre u brazilskoj državi Acre. U peruanskom Amazonasu ima ih oko 100.